# Piotr Velikiy (1998)
El Piotr Velikiy (en ruso Пётр Великий; en español: Pedro el Grande) es el mayor crucero de propulsión nuclear del mundo, perteneciente a la clase Kírov. Se inició su construcción en 1986 y fue botado en 1996. Es un crucero lanzamisiles pesado, relativamente nuevo en el inventario de la Fuerza Naval de Rusia. Pyotr Velikiy es el buque insignia de la Flota del Norte.
Tiene una tripulación de 727 hombres, con 97 oficiales. Normalmente, forman parte de su dotación dos helicópteros navales, veinte lanzamisiles de crucero Granit, doce lanzamisiles antiaéreos y sistemas Vodopad de defensa contra los submarinos. En 2021, se aprueba la decisión de dotarlo con los misiles hipersónicos Zircon.
La construcción del barco se retrasó por falta de fondos debido a los problemas económicos antes y después de la disolución de la Unión Soviética. No se completó ni se puso en servicio hasta 1998, doce años después de que comenzaran las obras. Para entonces había sido rebautizado como Pyotr Velikiy, en ruso Pedro el Grande. Se sabe que el Pyotr Velikiy ha llevado dos números de gallardete durante su servicio: "183" y actualmente "099". Desde el comienzo de su viaje inaugural en servicio para la Armada de Rusia, salieron a la luz una serie de problemas. El más grave de ellos fue la ruptura de un conducto de vapor debida a una soldadura defectuosa. Cuatro marineros murieron en ese accidente. 

## Antecedentes
Con la excepción del portaaviones Almirante Kuznetsov es el buque de guerra más grande en activo en la marina de Rusia, clasificado como crucero lanzamisiles pesado, existen varios tipo de armamento que puede transportar y misiles de diferentes tamaños, en silos verticales sobre la cubierta del barco.
Puede transportar misiles tipo "Superficie-aire" y misiles tipo "Superficie-superficie", también puede lanzar torpedos montados en motores de cohete, que son lanzados al aire como un misil convencional y luego, se sumergen bajo el mar, para combatir contra submarinos enemigos; todos los misiles van montados en silos verticales de lanzamiento, con el Sistema de lanzamiento vertical, cubiertos con varias compuertas blindadas, que se abren al costado, en forma similar a los submarinos lanzamisiles, para lanzar los misiles desde la cubierta del barco de forma continua:

## Diseño

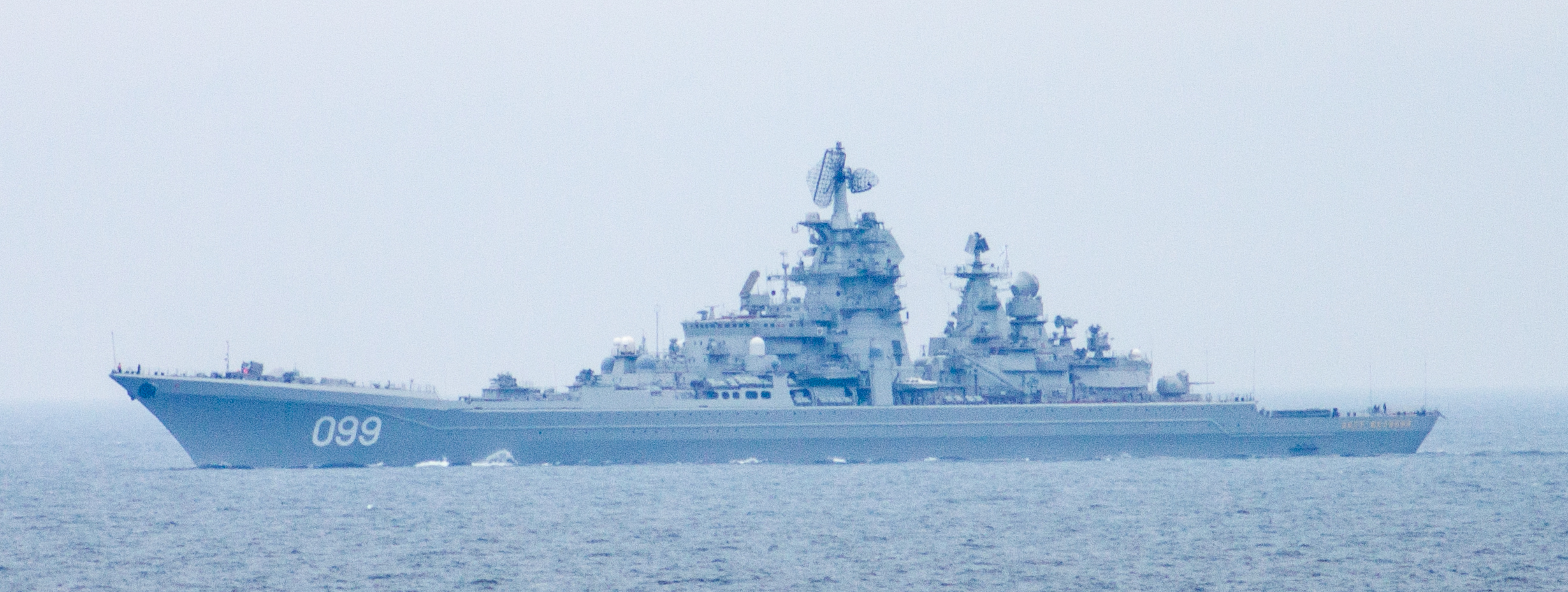
Imagen de perfil del Piotr Velikiy en 2017.

### Sistemas de armamento
20 misiles SSM P-700 Granit (SS-N-19 Shipwreck) montados en la proa en un sistema de lanzamiento VLS (Vertical Launching System, sistema de lanzamiento vertical); 96 misiles SAM S-300F Fort (SA-N-6 Grumble); 40 misiles SAM Osa-M (SA-N-4 Gecko), y 2 cañones AK-100 de 100 mm; sistema ASW RBU-6000 Smerch-2; sistema ASW RBU-1000 Smerch-3.
20 misiles SSM P-700 Granit (SS-N-19 Shipwreck); 48 misiles SAM S-300F Fort; 46 misiles SAM S-300FM Fort-M; 40 misiles SAM Osa-M; 2 cañones AK-130 de 130 mm; 6 cañones CIWS 3M87 Kartik; sistema ASW RBU-12000 Udav-1; sistema ASW RBU-1000 Smerch-3.

### Sistemas de radar
complejo de radar MR-800 Flag; radar MR-600 Voskhod; radar MR-750 Fregat-MA; radar de superficie MR-350 Podkat.

## Construcción
Inicialmente se le puso el nombre del exsecretario general del Partido Comunista soviético Yuri Andrópov. La construcción de este barco encontró muchos retrasos en 1986 y se completó en 1996, y fue finalmente bautizado como Piotr Velikiy (Pedro el Grande). Actualmente sirve en la Flota del Norte y es su buque insignia, junto a otros cuatro barcos de su clase.

## Historial operativo

### Año 2000
En agosto de 2000, el Piotr Velikiy estaba en el mar de Barents involucrado en el mayor ejercicio de entrenamiento naval desde la caída de la Unión Soviética. Este crucero iba a ser el blanco designado del submarino clase Oscar II K-141 Kursk, y estaba realizando maniobras evasivas cuando la comunicación con el Kursk se perdió, al parecer tras sufrir el submarino una detonación de torpedo catastrófica con pérdida de toda su tripulación. El Piotr Velikiy custodió el área en la que el submarino se hundió durante la operación de rescate posterior en 2001.

### 2004
En marzo de 2004, el jefe de la Armada rusa almirante Vladímir Kuroiédov declaró al Piotr Veliki no apto para el servicio debido a problemas de ingeniería de mantenimiento de la nave. El 19 de abril de 2004, fue atracado en el dique seco flotante PD-50 para la pintura de la parte inferior del el casco, las reparaciones y el examen del sistema de dirección. Las reparaciones fueron completadas más tarde ese año, y se llevan a cabo misiones de nuevo en agosto. Piotr Velikiy ha llevado dos números de banderín durante su servicio, el "183" y actualmente "099".

### 2009
Fue visto en las maniobras navales en Venezuela en 2009, con nuevas adaptaciones en su diseño, se incorporaron dos hangares para transportar helicópteros Kamov Ka-27, y nuevos radares planos en la cabina de mando, puede transportar misiles balísticos de medio alcance y misiles antisatélites, en forma similar a los cruceros Clase Ticonderoga del Sistema de Combate Aegis occidental.
2.010 despliegue.

### 2010
El 30 de marzo de 2010, el Piotr Veliki dejó la Flota del Norte para un nuevo despliegue de seis meses. Durante su gira de seis meses, el buque de guerra pasó a través del Océano Atlántico y el Mar Mediterráneo, antes de entrar en el océano Índico a través del Canal de Suez. En el Océano Índico el crucero realizó maniobras con otros buques de guerra rusos de la Flota del Mar Negro.
El 14 de abril, el crucero visitó el Mediterráneo en donde recaló en el puerto de Tartús en Siria. En septiembre de 2008, Rusia informó que está en conversaciones con Siria sobre convertir Tartús en una base permanente para los buques de guerra rusos en el Oriente Medio.
A principios de mayo de 2010, Piotr Veliki reunió con el crucero misilístico ruso Moskvá en el Mar de la China Meridional. Allí se llevaron a cabo ejercicios conjuntos y se celebró una ceremonia de despedida tradicional el 5 de mayo. Los dos buques llegaron al puerto del Lejano Oriente de Rusia de Vladivostok para participar en el ejercicio estratégico a gran escala Vostok de 2010.
El 29 de septiembre, el Piotr Veliki regresó a su base en la Flota del Norte, después de seis meses en el mar. El buque insignia de la Flota del Norte había cubierto alrededor de 28.000 millas náuticas desde el comienzo de la misión el 30 de marzo de 2010.

### 2013
El Ministerio de Defensa de Rusia informó el 4 de septiembre de 2013 que enviaría este barco además de otros buques de guerra de la Flota del Norte a las regiones del Ártico ruso en el mar del Norte, reanudando de esa forma su presencia militar rusa permanente en esa zona. Rusia anunció la reapertura de la base militar situada en Novo-Sibírskie Ostrová, un archipiélago en el océano Glacial Ártico, para garantizar la seguridad de la ruta marítima del norte, considerada como una alternativa al canal de Suez.

### 2014

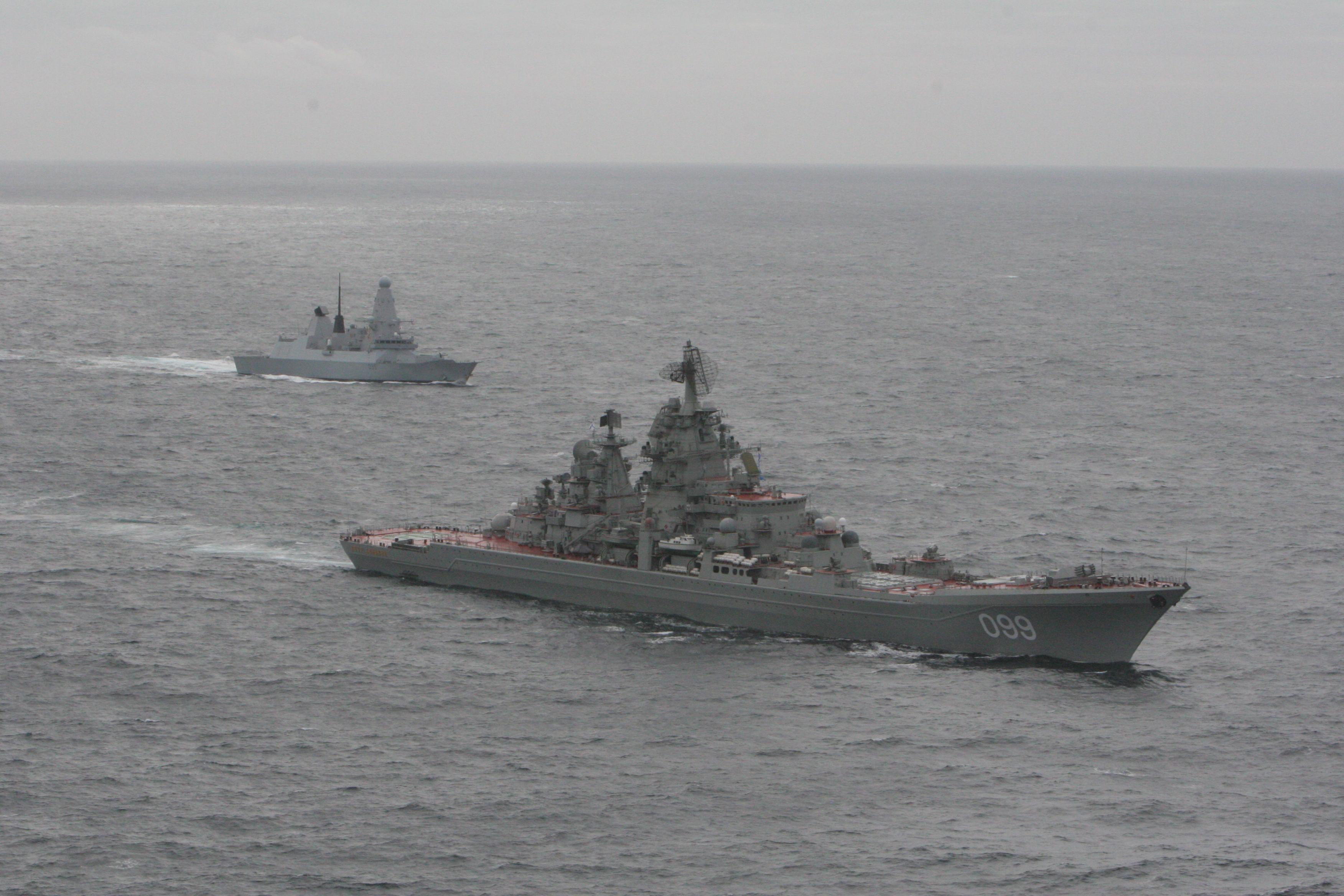
Pyotr Velikiy (en primer plano) escoltado por el HMS Dragon (al fondo) frente a las costas del Reino Unido en mayo de 2014.

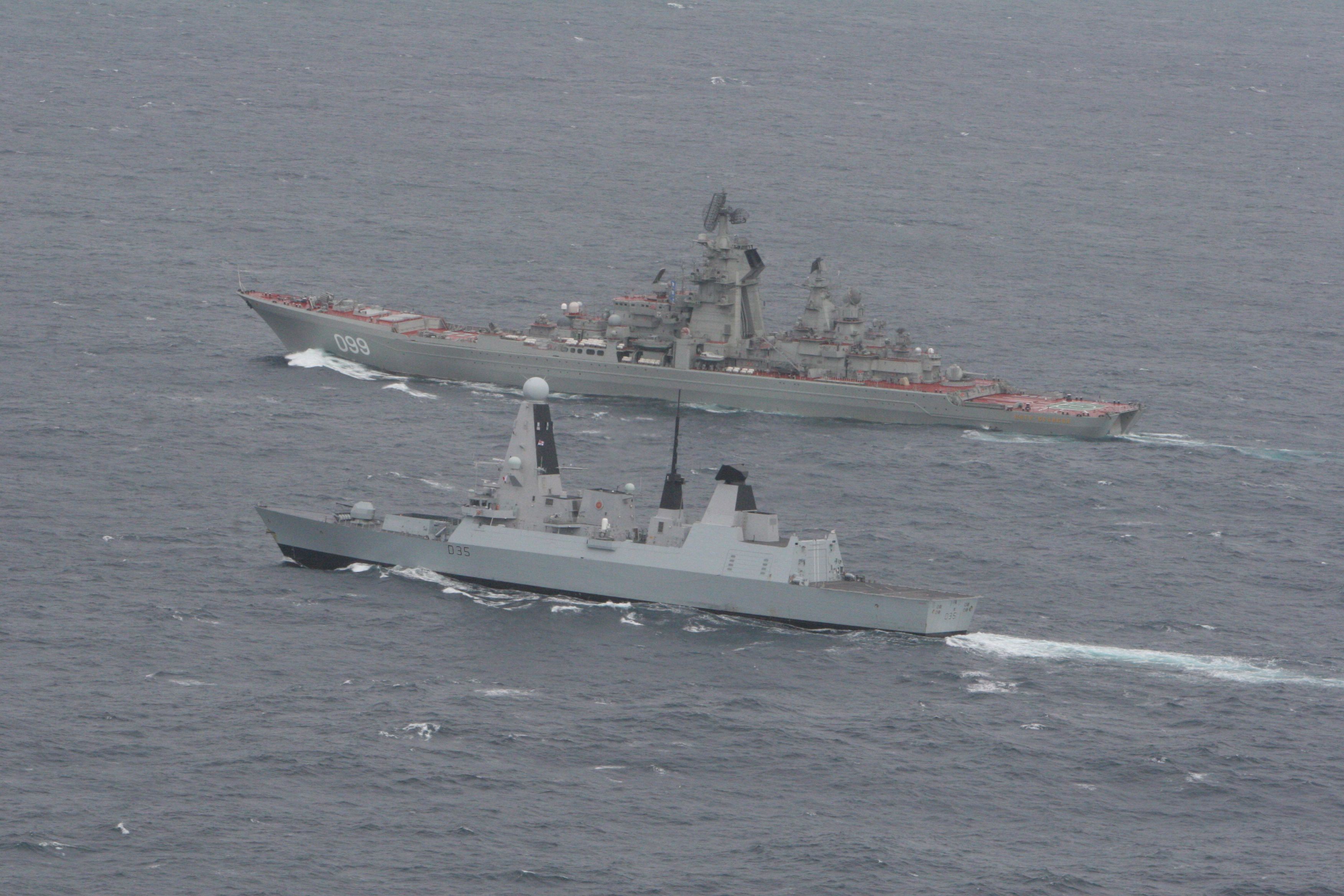
Vista trasera del Pyotr Velikiy y del HMS Dragon, año 2014.

Piotr Velikiy junto con el portaaviones Almirante Kuznetsov y los buques cisterna Serguéi Ósipov, Kama y Dubná; el remolcador Altái, y el barco de apoyo Minsk entró en el Canal de la Mancha para navegar hacia el norte. El destructor británico HMS Dragon supervisó el grupo de tareas ruso cuando se acercaba al Reino Unido. Una vez que los barcos se vieron el uno al otro, navegó brevemente cerca como un estándar 'conocer y saludar'.

### 2016
En mayo de 2016, el Piotr Velikiy se hizo a la mar por primera vez en dos años para ejercicios fuera de la costa norte de Rusia. El 15 de octubre, el Piotr Velikiy dejó Severomorsk para escoltar al portaviones Almirante Kuznetsov al Mediterráneo junto con buques de suministro y dos destructores de clase Udaloy, el Severomorsk y el Vicealmirante Kulakov. Se dirigían al Mediterráneo Oriental para apoyar a las fuerzas del gobierno sirio que luchaban contra las tropas rebeldes en Alepo. Piotr Velikiy pasó a través del Canal de la Mancha, junto con el resto de la Flota del Norte rusa el 21 de octubre, seguido por el destructor británico HMS Dragon.

### 2019
El 6 de abril de 2019, el barco entró en el mar de Barents con el crucero Mariscal Ustinov y varios submarinos nucleares.
El 10 de octubre de 2019, entró en el mar de Barents con otros 15 buques de guerra, submarinos y barcos auxiliares para realizar simulacros a gran escala.

### 2020
El 29 de mayo de 2020 fue al mar de Barents para hacer ejercicios militares.
El 11 de julio, el Pyotr Veliky junto con el crucero Mariscal Ustinov realizaron un ejercicio en el Mar de Barents, ambos disparando misiles Granit y Vulkan, respectivamente.

### 2021
El 24 de mayo de 2021, el Pyotr Veliky se hizo a la mar junto con otros 10 buques de guerra, incluido el Mariscal Ustinov. El 7 de junio, Pyotr Veliky todavía se informó en el mar, participando en un ejercicio fuerte de 20 barcos.
El 1 de julio de 2021 volvió a hacerse a la mar.
El 15 de septiembre, el crucero realizó un ejercicio en el Mar de Barents junto con el crucero Mariscal Ustinov, ambos disparando misiles Granit y Bulkan, respectivamente.

### 2022
El 29 de enero, el crucero realizó un simulacro de defensa aérea, sin salir del puerto.
El 15 de febrero, el Pyotr Veliky, la fragata Almirante Gorshkov, los submarinos diésel y nucleares iniciaron un ejercicio en el mar de Barents.
Entre el 15 y el 17 de marzo de 2022, el Pyotr Veliky y el destructor Severomorsk realizaron un ejercicio militar entre Noruega e Islandia, durante un ejercicio naval a gran escala de la OTAN.
El 18 de abril de 2022, Pyotr Veliky estaba nuevamente en el mar, realizando un ejercicio de artillería en el Mar de Barents.
En junio, los marineros comenzaron a prepararse para el desfile del día de la Armada en julio.
Entre el 17 y el 26 de agosto de 2022, Pyotr Veliky estuvo en el mar durante un ejercicio a gran escala y disparó un misil Granit el 24 de agosto. Estaba acompañada por el destructor Almirante Ushakov y un número desconocido de submarinos. Al mismo tiempo, en la parte oriental del Mar de Barents, el destructor Almirante Levchenko, el buque de desembarco de tanques Aleksandr Otrakovsky y el petrolero Sergey Osipov estaban activos y se embarcaron en un viaje hacia el este a lo largo de la Ruta del Mar del Norte. Durante el ejercicio, el destructor Severomorsk y el Iván Gren también pasó por el mar de Barents en el camino desde el desfile naval principal en San Petersburgo hasta Severomorsk.
El 27 de octubre de 2022, estaba navegando en el mar de Barents. El crucero volvió a hacerse a la mar el 1 de noviembre.

## Galería de imágenes

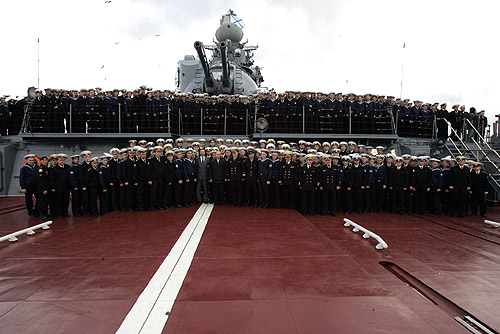
Tripulación del barco
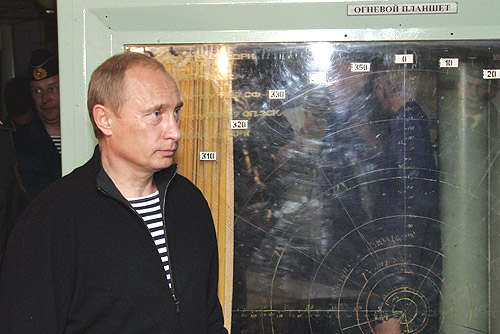
Visita del entonces Primer Ministro ruso, hoy presidente de Rusia, Vladímir Putin al Piotr Velikiy
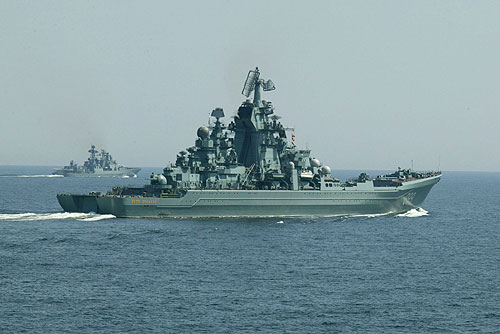
El Crucero haciendo ejercicios con las Flotas del Báltico y del Ártico, año 2003
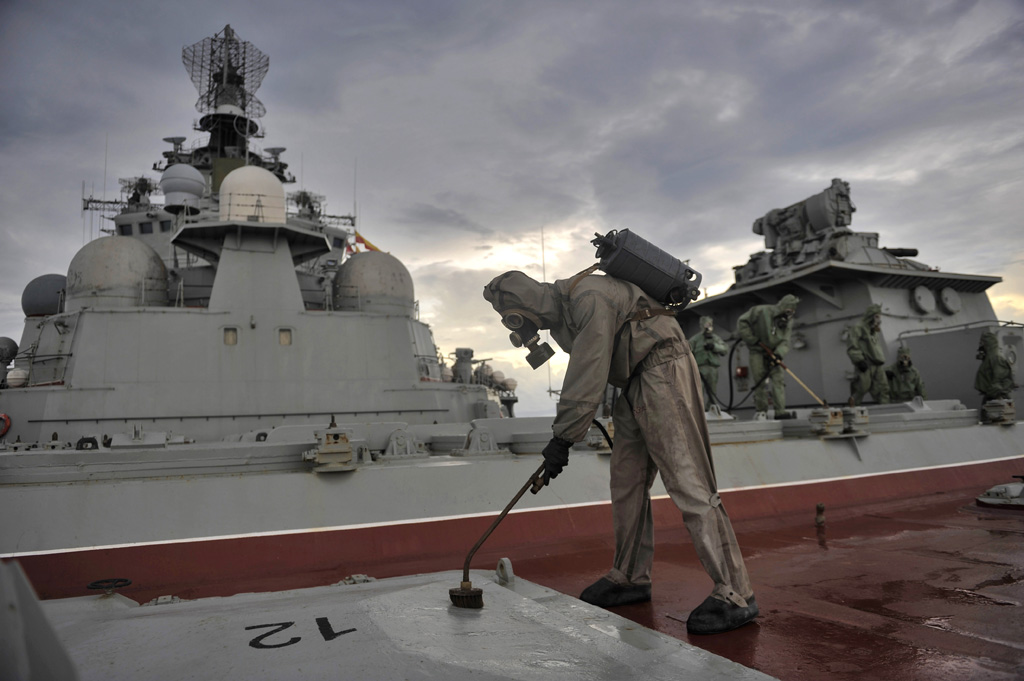
El Crucero en mayo 2010, haciendo ejercicios de protección de guerra química, biológica y radiológica
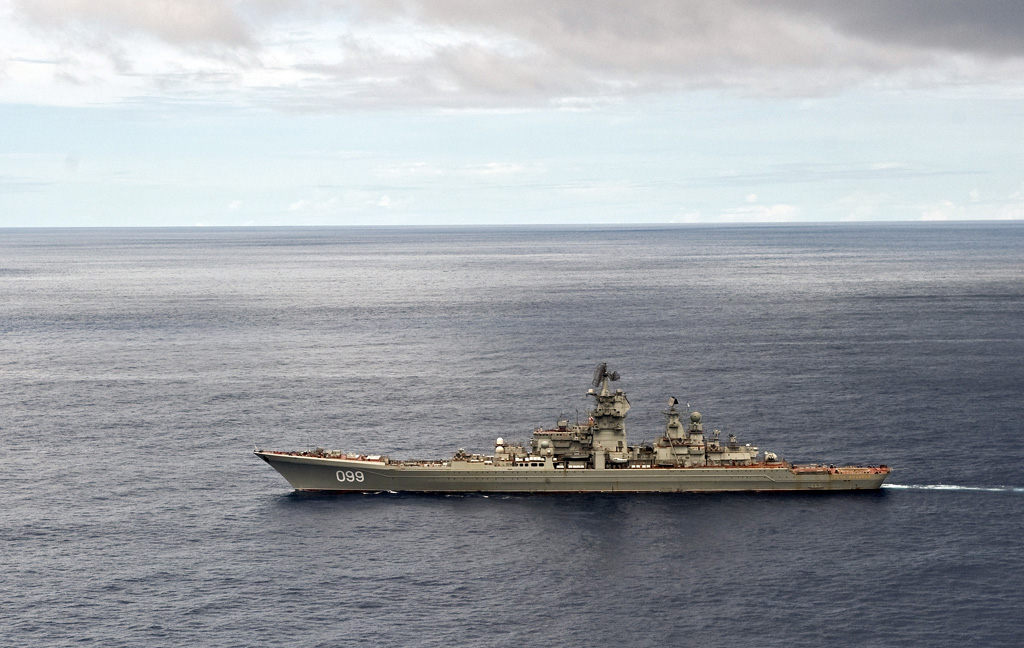
El Piotr Veliki navegando en el año 2010